# Virus de la Sharka
El Virus de la Sharka en inglés: Plum pox virus (virus de la viruela del ciruelo), también conocido como sharka, es la enfermedad viral más devastadora de las frutas de hueso del género Prunus. La enfermedad es causada por el virus de la viruela del ciruelo (PPV), y las diferentes cepas pueden infectar una variedad de especies de frutas de hueso, como melocotones, albaricoques, ciruelas, nectarinas, almendras y cerezas dulces y ácidas. Las especies silvestres y ornamentales de Prunus también pueden infectarse con algunas cepas del virus.
El virus es transmitido por pulgones y por la transferencia de material vegetal infectado a nuevos lugares. La viruela del ciruelo no representa ningún peligro para los consumidores, pero puede arruinar la comerciabilidad de la fruta de hueso al causar acidez y deformidades. La única forma de controlar la enfermedad es destruir todos los árboles infectados, lo que puede causar importantes pérdidas económicas.

## Antecedentes históricos
Los síntomas de la enfermedad se observaron por primera vez en Bulgaria alrededor de 1916-1917. Por lo tanto, el nombre de "sharka" – del búlgaro шарка, que significa viruela. En 1933, Dimitar Atanasov describió el origen del virus. La enfermedad se desarrolló y se propagó en varios países europeos, y es posible que haya eliminado en gran medida a la antigua variedad autóctona llamada 'Pozegaca', Quetsche o ciruela pasa alemana.

## Biología
El virus de la viruela del ciruelo es un virus de ARN monocatenario lineal. Hay nueve cepas del virus de la viruela del ciruelo: PPV-D, PPV-M, PPV-EA, PPV-C, PPV-Rec (recombinante), PPV-W, PPV-T, PPV-CR y PPV- An. PPV-T (Turquía) se detectó primero y hasta ahora solo en Turquía, aunque sus aislamientos son capaces de infectar naturalmente a la mayoría de las especies importantes de Prunus spp. El PPV-C infecta las cerezas dulces y ácidas de forma natural y es la única cepa que se sabe que lo hace. Ha infectado a otros huéspedes de Prunus experimentalmente.
Los aislamientos de PPV-M son más agresivos en melocotón, son vectores de áfidos más eficientes y se propagan más rápidamente en un huerto.  Se ha informado que PPV-M se transmite por semillas, se sabe que las otras cepas de PPV no se transmiten a través de semillas. Ambas cepas M y D de PPV infestan melocotón, ciruela y albaricoque. PPV-M se dividió previamente en dos variantes: Ma y Mb con distribución en los países del Mediterráneo europeo y de Europa central y oriental, respectivamente, pero recientemente se detectó otra variante en Estambul, Turquía, y se denominó apropiadamente MI.  También se detectaron dos aislamientos de MI en Boluprovincia, que está muy cerca de Estambul, y los aislamientos reaccionaron de forma cruzada con una mezcla de anticuerpos policlonales y monoclonales 5B-IVIA adquiridos comercialmente como kit ELISA para la identificación universal de cepas de PPV.  El análisis genético también confirmó la identidad muy alta de las variantes de Ma, Mb y MIs en la región P3-6K1-CI de 836 pb.

## Patología

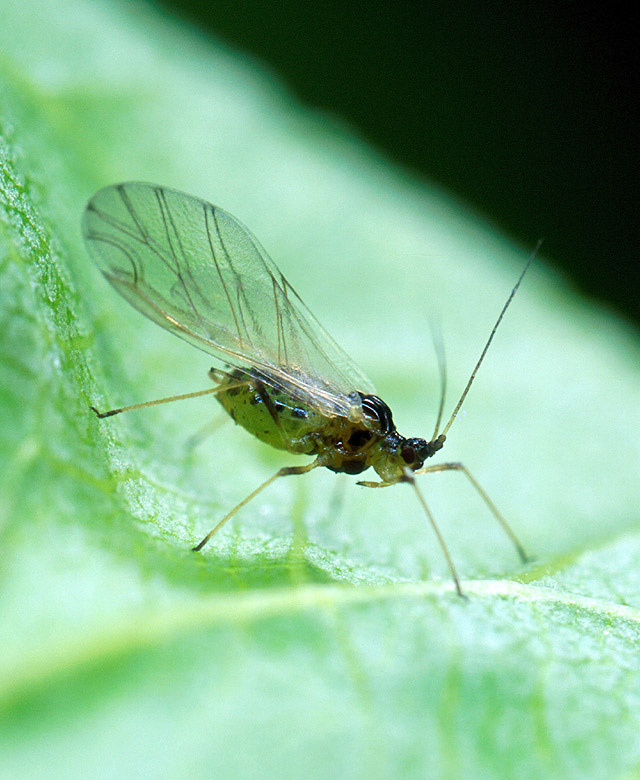
El áfido Myzus persicae es un vector del virus de la viruela del ciruelo en los Estados Unidos.

Varias especies de áfidos transmiten el virus, incluido el áfido del cardo del ciruelo (Brachycaudus cardui),  el áfido del rizo de la hoja del ciruelo (Brachycaudus helichrysi) y el áfido verde del melocotón (Myzus persicae). Los áfidos alados pueden transmitir la viruela del ciruelo dentro de un huerto y en distancias cortas (200 a 300 metros) a los árboles de los huertos cercanos. A diferencia de otros virus, como el virus del enanismo amarillo de la cebada, PPV no es persistente en el pulgón y se transfiere de las piezas bucales del pulgón entre las plantas. La propagación a larga distancia generalmente ocurre como resultado del movimiento de material de vivero infectado o materiales de propagación. Una vez que una planta está infectada, el virus es sistémico y ocurre en el citoplasma de las células de todas las partes de la planta.
Cuando un árbol huésped se infecta con la viruela del ciruelo, la infección finalmente da como resultado una producción de fruta severamente reducida, y la fruta que se produce a menudo está deformada y manchada. La presencia de la viruela del ciruelo también puede aumentar los efectos de otros virus endémicos que infectan a varias especies del género Prunus, como el virus del enanismo de la ciruela pasa, el virus de la mancha anular necrótica (pardeamiento) del Prunus y el virus de la mancha foliar clorótica (amarillenta) del manzano, lo que da como resultado Perdidas económicas.

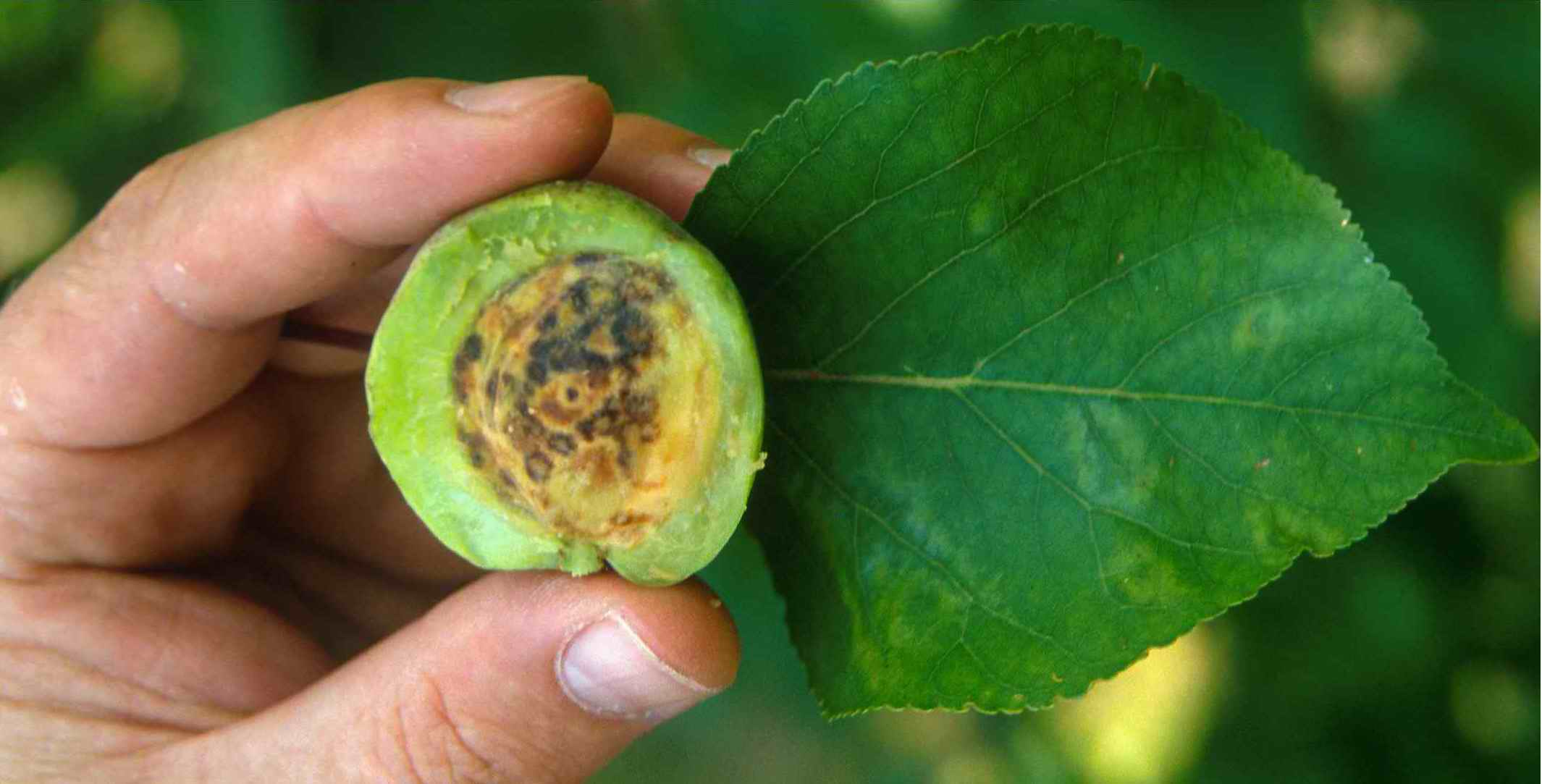
Infección de viruela del ciruelo en un albaricoque. Hay anillos en las hojas y la fruta y la semilla están decoloradas.

En el melocotonero, los árboles infectados pueden presentar síntomas que alteran el color de las flores. Esto aparece como rayas rosadas más oscuras en los pétalos de las flores y puede ser útil para las encuestas de principios de temporada. Los síntomas pueden estar presentes en las hojas jóvenes en la primavera y/o en el desarrollo de la fruta. Algunos árboles no muestran síntomas en las hojas o frutos.
No todas las infecciones en Prunus se caracterizan por un síntoma de anillo en las hojas. Varios cultivares muestran patrones de líneas amarillentas y manchas, o síntomas de anillos necróticos en las hojas expandidas. También se ha observado distorsión de las hojas. La fruta infectada puede desarrollar anillos o manchas amarillas, o anillos marrones, y algunas frutas de ciruela y albaricoque pueden estar severamente deformadas y llenas de baches. La semilla de muchos albaricoques infectados y algunas ciruelas muestran anillos.
Muchas especies distintas de Prunus, en al menos nueve familias de plantas, han sido infectadas artificialmente con una o más cepas del virus de la viruela del ciruelo y, en algunos casos, se han encontrado infectadas naturalmente en el campo. El mantenimiento del virus en especies distintas de Prunus complica el manejo de la enfermedad.

## Gestión

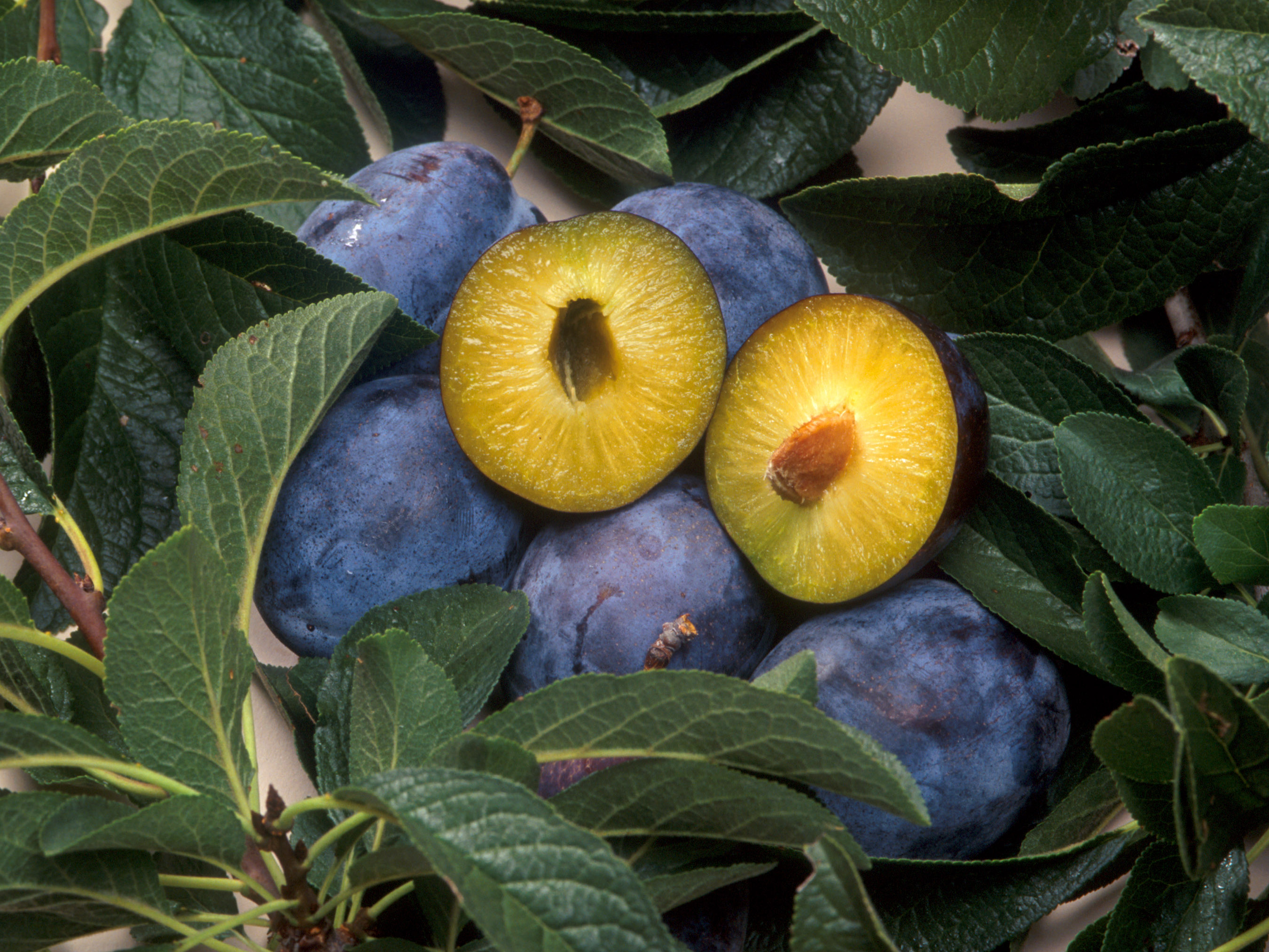
C5 ciruela modificada genéticamente resistente a la viruela del ciruelo (Prunus domestica).

No se conoce cura ni tratamiento para la enfermedad una vez que el árbol se infecta. Los árboles infectados deben ser destruidos. Una vez que la enfermedad se establece, las medidas de control y prevención de la viruela del ciruelo incluyen estudios de campo, uso de materiales de vivero certificados, control de áfidos y eliminación de árboles infectados en viveros y huertos.
Papaïx et al 2014 presenta el software del modelo "ddal". Siendo el "ddal" un modelo epidemiológico para sharka que proporciona simulación de dispersión y optimización de estrategias de control para objetivos de umbral epidemiológicos o económicos.
Existen fuentes de resistencia en Prunus, pero no son comunes. Un equipo de científicos de los Estados Unidos y Francia ha diseñado genéticamente una ciruela resistente a la viruela del ciruelo llamada C5, y la resistencia puede transferirse mediante hibridación a otros ciruelos. La ciruela transgénica expresa una proteína de la cubierta del virus de la viruela del ciruelo, la planta produce el ARNm de la proteína de la cubierta y es procesado por un sistema llamado silenciamiento génico postranscripcional (PTGS), que funciona como el sistema inmunológico de las plantas y es mecánicamente similar al ARNi.  C5 proporciona una fuente única de germoplasma para futuros programas de mejoramiento en todo el mundo. Todavía no se ha producido un éxito similar en el intento de modificar genéticamente otras especies de Prunus, aunque estos esfuerzos continúan.

## Distribución
| Situación de la infección                                                                                       | País |
| --- | --- |
| Distribución restringida                                                                                        | Albania, Austria, Canadá, Chipre, República Checa, Francia, Italia, Luxemburgo, Moldavia, Noruega, Portugal, Sur de Rusia, Eslovenia, España, Siria, Turquía, Ucrania, Reino Unido, Estados Unidos |
| Generalizado | Bulgaria, Croacia, Alemania, Grecia, Hungría, Polonia, Rumanía, Eslovenia |
| Introducido, establecido                                                                                        | Azores, Bosnia-Herzegovina, Egipto, Territorios de la antigua URSS incluida Asia Central, India, Lituania                                                                                          |
| Introducido, presumiblemente erradicado                                                                         | Bélgica, Holanda, Suiza |
| Estado actual desconocido                                                                                       | Chile, Dinamarca |
| Modified from: Levy et al. 2000. Plum Pox Potyvirus Disease of Stone Fruits. American Phytopathological Society | |

En el otoño de 1999, se detectó la cepa PPV-D de la viruela del ciruelo en un huerto del condado de Adams, Pensilvania. Esta fue la primera vez que se encontró la viruela del ciruelo en América del Norte. Las áreas infectadas en Pensilvania han sido puestas en cuarentena para prevenir la propagación de la enfermedad y los árboles infectados han sido destruidos.
Desde entonces, como resultado de encuestas aleatorias realizadas en el año 2000, también se ha detectado en Nueva Escocia y en el sur de Ontario, particularmente en la región de Niágara. Al igual que la infección de los Estados Unidos, la Agencia Canadiense de Inspección de Alimentos ha implementado zonas de cuarentena en todo el sur de Ontario en un intento por evitar la propagación del PPV. El virus aún no se ha encontrado en otras áreas de Canadá que contienen árboles susceptibles a pesar de los intensos estudios. La iniciativa canadiense de erradicación de la viruela del ciruelo ha implicado un gran número de muestras analizadas para detectar el virus de la viruela del ciruelo. Las muestras se analizan a través de una tecnología conocida como ensayo inmunoabsorbente ligado a enzimas (ELISA). La División de Servicios de Laboratorio de la Universidad de Guelph ha realizado más de 4 000 000 de pruebas en los últimos siete años en apoyo de esta iniciativa.